# Tankard
Tankard je nemački bend iz Frankfurta na Majni, osnovan 1982. godine. Osnovali su ga Andreas Geremija, Aleks Kacman i Frank Torvart, koji su se poznavali iz škole, u kojoj su održali svoju prvu svirku. Dok se nisu nazvali Tankard, bili su poznati kao Vortex i Avenger.
Od samih početaka stil benda se nije menjao - ostao je treš metal, mada sami članovi benda vole da kažu da izvode tzv. alkoholni metal, pošto su im pesme uglavnom o alkoholnim pićima. Samoproklamovani su „Kraljevi piva“, a prati ih i reputacija „pijandura“.
Napisali su i himnu fudbalskog kluba Ajntraht.

## Postava
Današnja postava:
- Andreas Geremija - vokali
- Andreas Gutjar - gitara
- Frank Torvart - bas
- Olaf Cisel - bubnjevi

Bivši članovi:
- Aleks Kacman - gitara (1982-1993)
- Bernhard Raprih - gitara (1982-1983)
- Andi Bulgaropulos - gitara (1983-1999)
- Oliver Verner - bubnjevi (1982-1989)
- Arnulf Tun - bubnjevi (1989-1994)

## Diskografija
Albumi:
- (1986)
- (1987)
- (1989)
- (1990)
- (1992)
- (1994)
- (1995)
- (1998)
- (2000)
- (2002)
- (2004)
- (2006)
- (2008)
- (2010)
- (2012)
- (2014)
- (2017)
- Pavlov's Dawgs (2022)

Ostalo:
- (1984) - demo
- (1985) - demo
- (1989) - EP
- (1989) - kompilacija
- (1990) - video
- F (1991) - live album
- (2005) - DVD
- (2007) - kompilacijski album